# تبة باشي بورناك
تبة باشي بورناك هي قرية في مقاطعة بل دشت، إيران. عدد سكان هذه القرية هو 341 في سنة 2006.